# 竹野川
竹野川（たけのがわ）は、京都府北部の京丹後市を流れる竹野川水系の二級河川。
全長27.6km、流域面積206.4km2であり、丹後半島最長・最大の河川である。高尾山山麓の京丹後市大宮町に端を発し、同市峰山町、同市弥栄町、同市丹後町域を流れて日本海に注いでいる。

## 地理・流路

### 上流から中流
本流は高尾山山麓の京丹後市大宮町五十河（いかが）内山に源を発する。上流部の五十河明田付近で久住川や五十河谷川を集め、京都府道655号味土野大宮線に並行して南南西に流れる。大宮町三重で京都丹後鉄道宮豊線に接近すると、宮豊線や国道312号とともに流域一番の狭隘部を通り、90度以上向きを変えて北北西に流れる。
大宮町や峰山町域では峰山盆地を形成し、南西の磯砂山（661m、いさなごやま/いそなごさん）山麓から流れてきた常吉川を集める。大宮町の市街地では宮豊線や国道312号に挟まれ、京丹後大宮駅や京丹後市役所大宮庁舎の裏手を流れる。流域にはまんべんなくため池がみられるが、大宮町域には比較的規模の大きなものが多い。

### 中流から下流

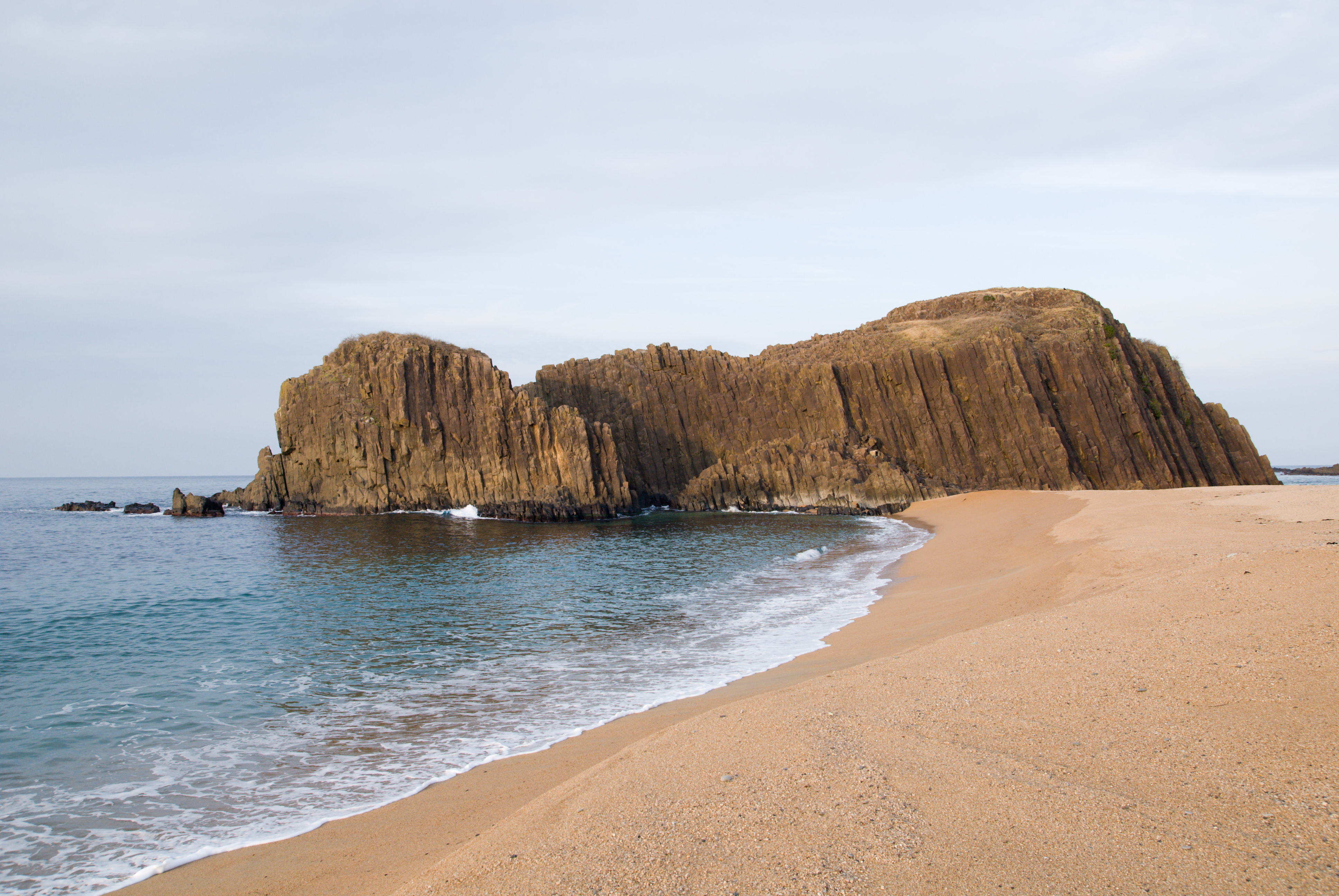
河口にある立岩

峰山町に入ると流れが緩やかになり、最大の支流鱒留川との合流部付近で宮津線から離れ、北北東に向きを変えて河口を目指す。峰山市街地を流れる支流の小西川流域には人口が集中しているが、集中豪雨などでしばしば浸水被害が発生している。河岸には水田が広がっているが、峰山盆地の国道312号沿線にはロードサイド店舗が数多く進出している。
峰山盆地の東側には高尾山や金剛童子山の山系が南北に延びており、小金山や依遅ヶ尾山を超えると宇川が竹野川に並行して流れている。西側には磯砂山や女布権現山などが峰山盆地と久美浜町の低地を隔てているが、西側の支流は比較的大きな沖積平野を形成している。西側は離湖を含む樋越川や福田川水系などと接している。
網野町から大宮町にかけての竹野川流域には国の天然記念物に指定されている郷村断層が走っており、1927年（昭和2年）の北丹後地震の際に地表に現れた。国道482号に沿う形で弥栄町域に入り、溝谷川との合流部付近には流域でもっとも顕著な河岸段丘が発達している。
弥栄町に入ると山肌が川岸に迫って峰山盆地が終わり、弥栄町と丹後町の境界付近の狭隘部を抜けると再び沖積平野（間人低地）を形成する。丹後町の市街地を超えて日本海に注ぐ。河口の西側には立岩と呼ばれる岬が突き出ている。大宮町・弥栄町の市街地は河岸に発達しているが、峰山町・丹後町の市街地は川からやや離れた場所に発達している。

### 支流
| 竹野川の支流 | 竹野川の支流 | 竹野川の支流 |
| 名称         | 流域面積     | 河川延長     |
| ------------ | ------------ | ------------ |
| 久住川       | 5.1km2       | 2.9km        |
| 常吉川       | 14.6km2      | 6.4km        |
| 善王子川     | 3.0km2       | 1.5km        |
| 大谷川       | 5.9km2       | 5.8km        |
| 鱒留川       | 39.9km2      | 12.6km       |
| 久次川       | 5.7km2       | 3.3km        |
| 小西川       | 10.5km2      | 5.0km        |
| 芋野川       | 1.8km2       | 1.2km        |
| 溝谷川       | 14.9km2      | 5.3km        |
| 鳥取川       | 5.4km2       | 1.8km        |
| 徳良川       | 5.5km2       | 2.0km        |
| 吉永川       | 12.2km2      | 3.0km        |
| 力石川       | 1.3km2       | 1.6km        |

## 歴史

### 古代・中世
竹野川の流域には遺跡が散在しており、竹野川は丹後半島地域の文化発祥の地という性格を持っている。現在は峰山駅がある峰山町丹波付近には古墳や遺跡が密集しており、この地域が丹波国という国名の由来とする説もある。
縄文時代から弥生時代にかけては日本海に沿った砂丘上に居住し、平海岸にある平遺跡からは縄文時代前期から晩期までの土器や石器が出土している。弥生時代中期以降には内陸地の進出が進み、常吉川流域の奥大野には縄文時代から古墳時代にかけての裏䕃遺跡が、上流部の五十河延利や明田には弥生時代の延利遺跡や岩立橋遺跡が、周枳（すき）には弥生時代後期から古墳時代にかけての大宮売神社遺跡・石明神古墳がある。
この地域の古墳のほとんどは円墳だが、前方後円墳も存在する。峰山町丹波の湧田山古墳群は全長100mと大型の前方後円墳を中心として周囲に円墳が配置されている丹後地方屈指の古墳群である。丹後町の神明山古墳なども規模の大きな古墳である。式内社の大宮売神社遺跡には前方後円墳があり、網野町には全長200mの銚子山古墳が存在する。
峰山町や弥栄町の中流部では河岸段丘が発達しており、3段の段丘面上から弥生時代-古墳時代の住居跡が検出されている。『和名抄』において竹野郡は「多加乃」と書かれ、『延喜式神名帳』や『風土記』では「タカノ」と書かれているが、現在は一般に「たけの」と呼称する。

#### 羽衣伝説
支流鱒留川の源流がある磯砂山は羽衣天女が舞い降りたという伝説があり、丹後国風土記に記されていることから日本最古の羽衣伝説のひとつとされている。1010段の登山道を上ると山頂に到着し、羽衣をまとった天女が掘られた石碑が置かれている。山麓には乙女神社があり、中腹には天女が水浴びをしたとされる磯砂女池（真井）がある。山頂は京丹後市・与謝野町・兵庫県豊岡市の境界付近にあり、北西の久美浜湾、北の依遅ヶ尾山、北東の宮津湾、南東の大江山などが見渡せて眺望がよい。

### 近世以後
17世紀後半の寛文年間には、幕府領の谷内・三坂から宮津藩領の周枳村に竹野川の水を用いた水路を開削した記録がある。かつては川幅が狭くて屈曲が激しく、頻繁に洪水が起こって田畑への冠水や住居への浸水などの被害を受けてきたが、明治末期頃から河川改修工事が本格化し、1931年（昭和6年）まで工事が行われた。かつて河口付近では製塩業が盛んであり、現在は竹野浜海水浴場として賑わっている。

## 文化
下流の間人（たいざ）井堰以北はカヌーやゴムボートでの航行が可能であり、2005年（平成17年）からは毎年川下りをしながら川中のごみを回収する清掃活動が行われている。上流の大宮町三重・森本・明田の竹野川沿いでは、川沿いの灯籠に燈明を灯す「竹野川水系万灯」が毎年夏に開催される。本来は虫駆除のための行事であり、川沿いに灯った万灯が幻想的な帯を作る。

## ギャラリー

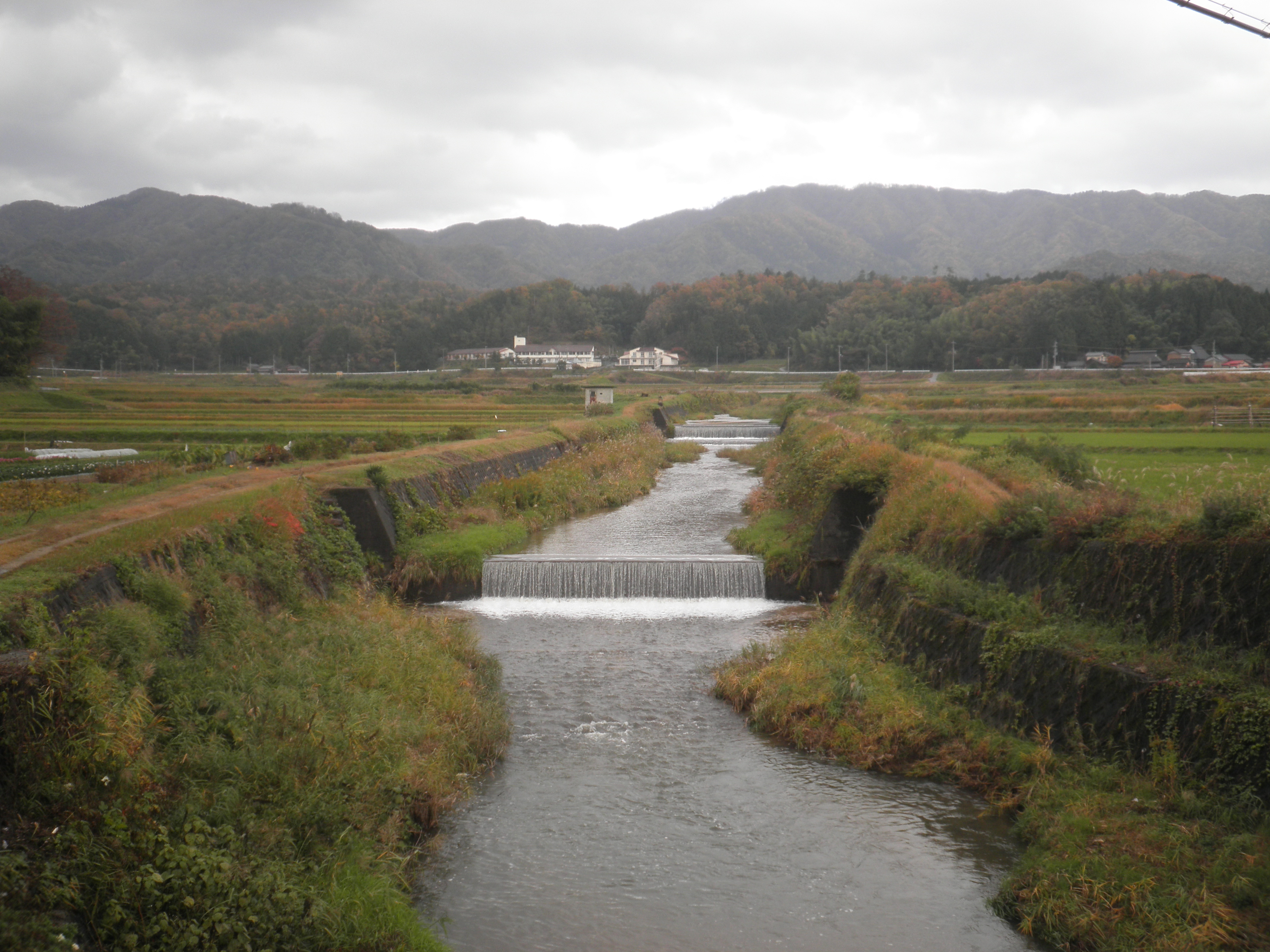
上流部の大宮町五十河（いかが）を流れる竹野川
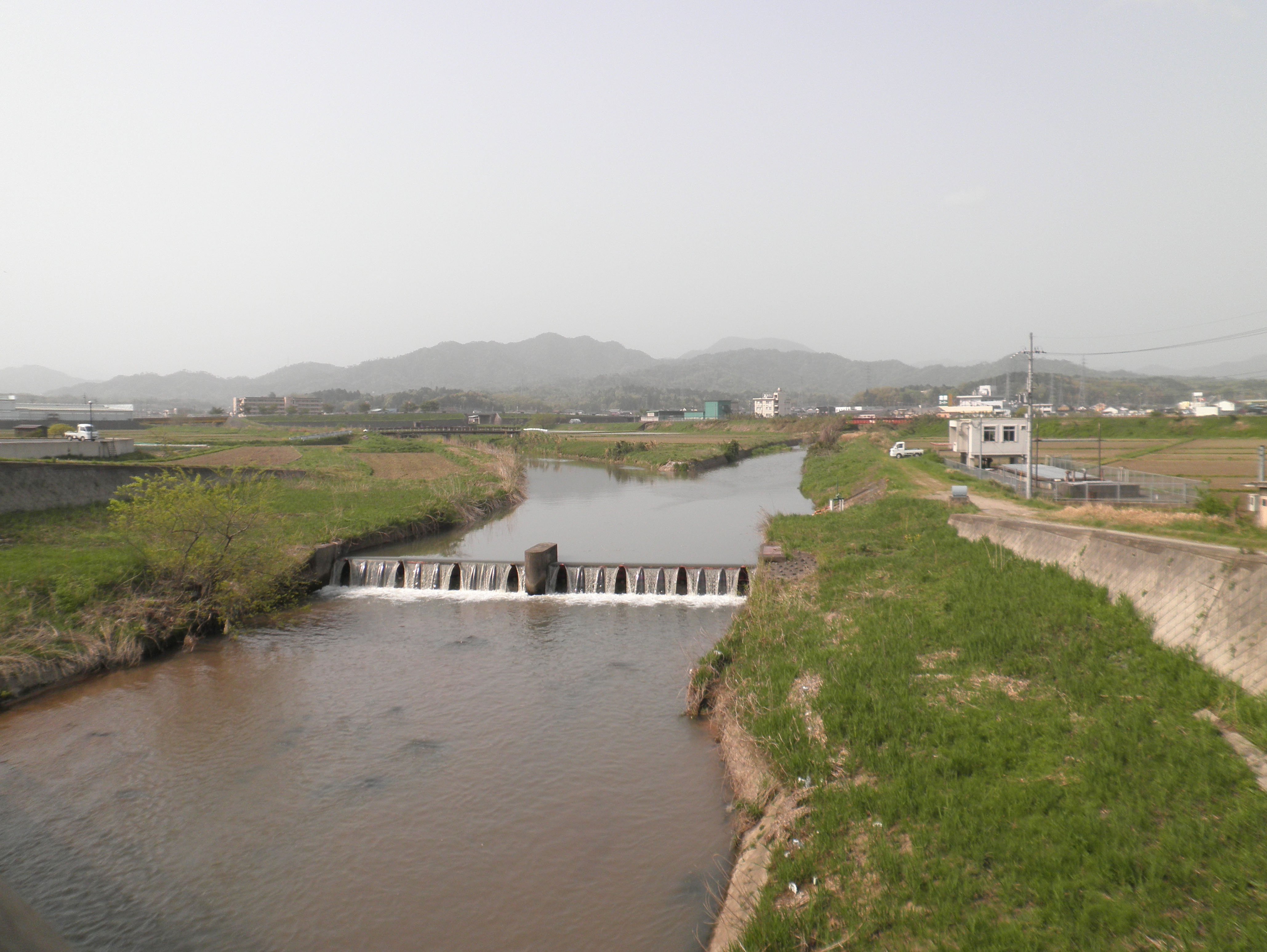
中流部の峰山町にある支流の鱒留川（右奥）との分岐点
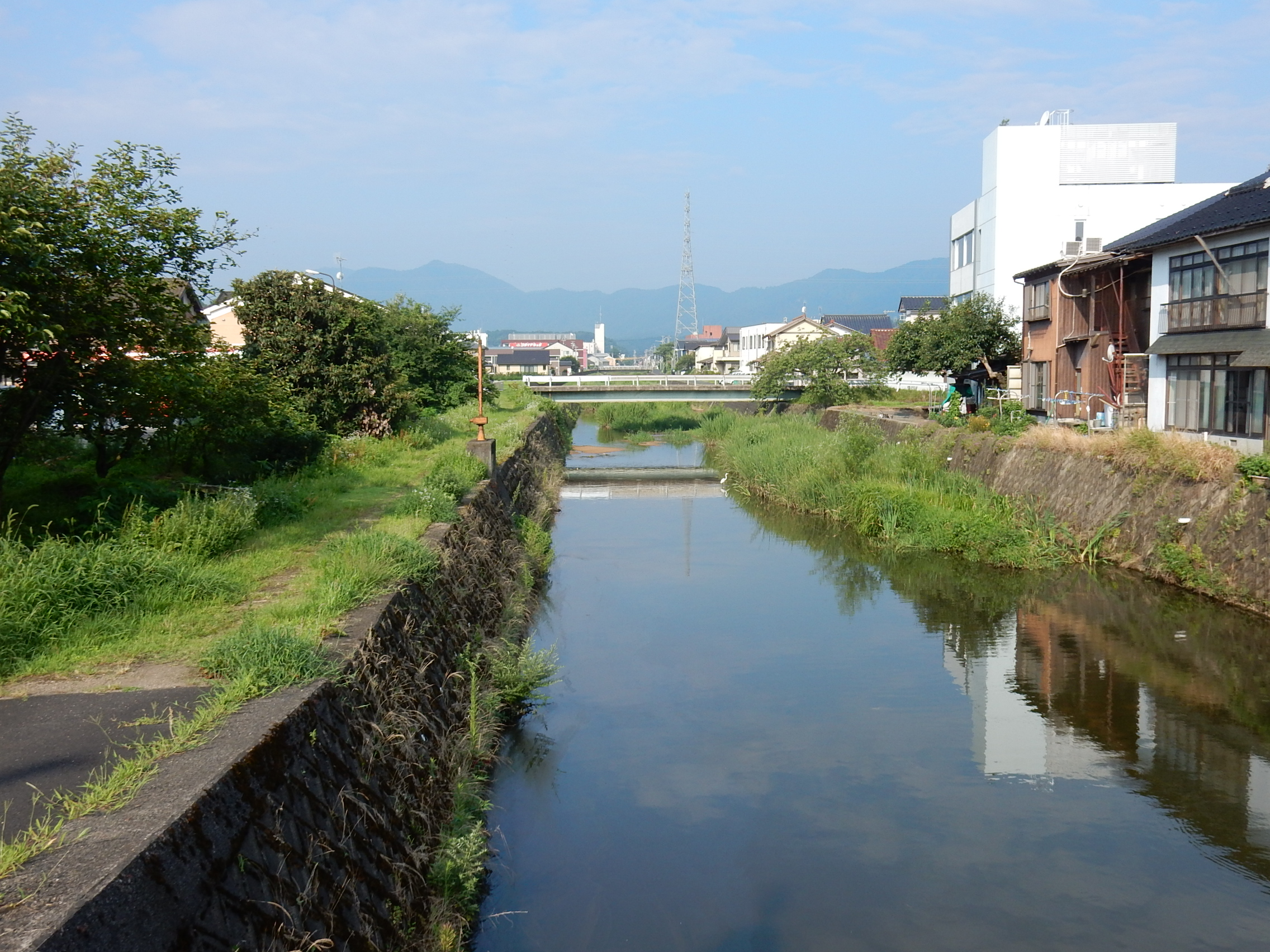
峰山市街地を流れる支流の小西川
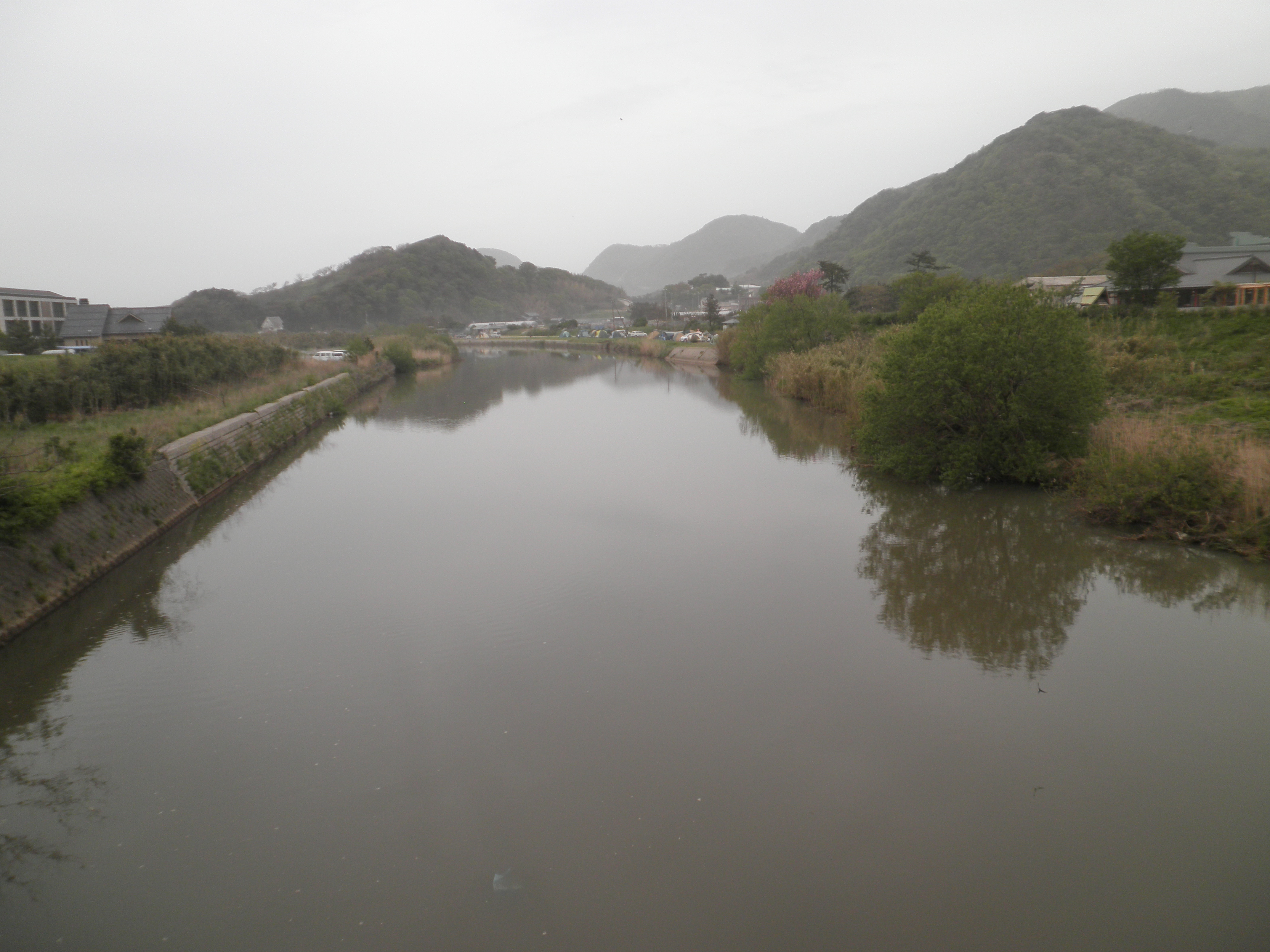
最下流部の丹後町間人を流れる竹野川